# Mistrzostwa Polski w kolarstwie przełajowym 1964
Mistrzostwa Polski w kolarstwie przełajowym 1964 odbyły się w Warszawie.

## Wyniki
- Czesław Polewiak (LZS Nowogard)[1]
- Zygmunt Kaczmarczyk (Gwardia Katowice)
- Marian Kegel (Lech Poznań)